# The Owl and the Tree
Albums de Mother Gong
Gong maison
(1989) Live at Sheffield 74
(1990)
The Owl and the Tree est le sixième album studio de Mother Gong, sorti en 1990.
Pour la première fois, Daevid Allen joue sur la plupart des titres. La pochette le nomme d'ailleurs en compagnie de Gilly Smith, Wandana Arrowheart et Harry Williamson à la place du nom Mother Gong.

## Liste des titres
1. I Am a Tree – 4:40
2. Lament – 3:36
3. Hands – 3:15
4. Ally – 4:11
5. La Dea Madrí – 7:05
6. Owly Song – 6:36
7. I Am My Own Lover – 14:31
8. Love Poem – 4:59
9. Coda Wave – 2:01

## Musiciens
- Daevid Allen : voix, guitare glissando & acoustique
- Gilli Smyth : voix parlée, spacewhisper
- Harry Williamson : synthétiseur, claviers, voix
- Robert Calvert : saxophones et respirations
- Rob George : batterie, percussions
- Conrad Henderson : basse
- Tim Ayers : basse
- Wandana Arrowheart : harmonium, voix
- Georgia O'hara : voix